# Yopal
Yopal je město v Kolumbii. Nachází v regionu Llanos a je správním střediskem departementu Casanare. Založeno bylo v roce 1915. Hlavní ekonomickou aktivitou města a jeho okolí je pastevectví, zemědělství a těžba ropy. Leží na úpatí Východní Kordillery, průměrná teplota je zde 26 °C a nadmořská výška je 350 m n. m.

## Fotogalerie

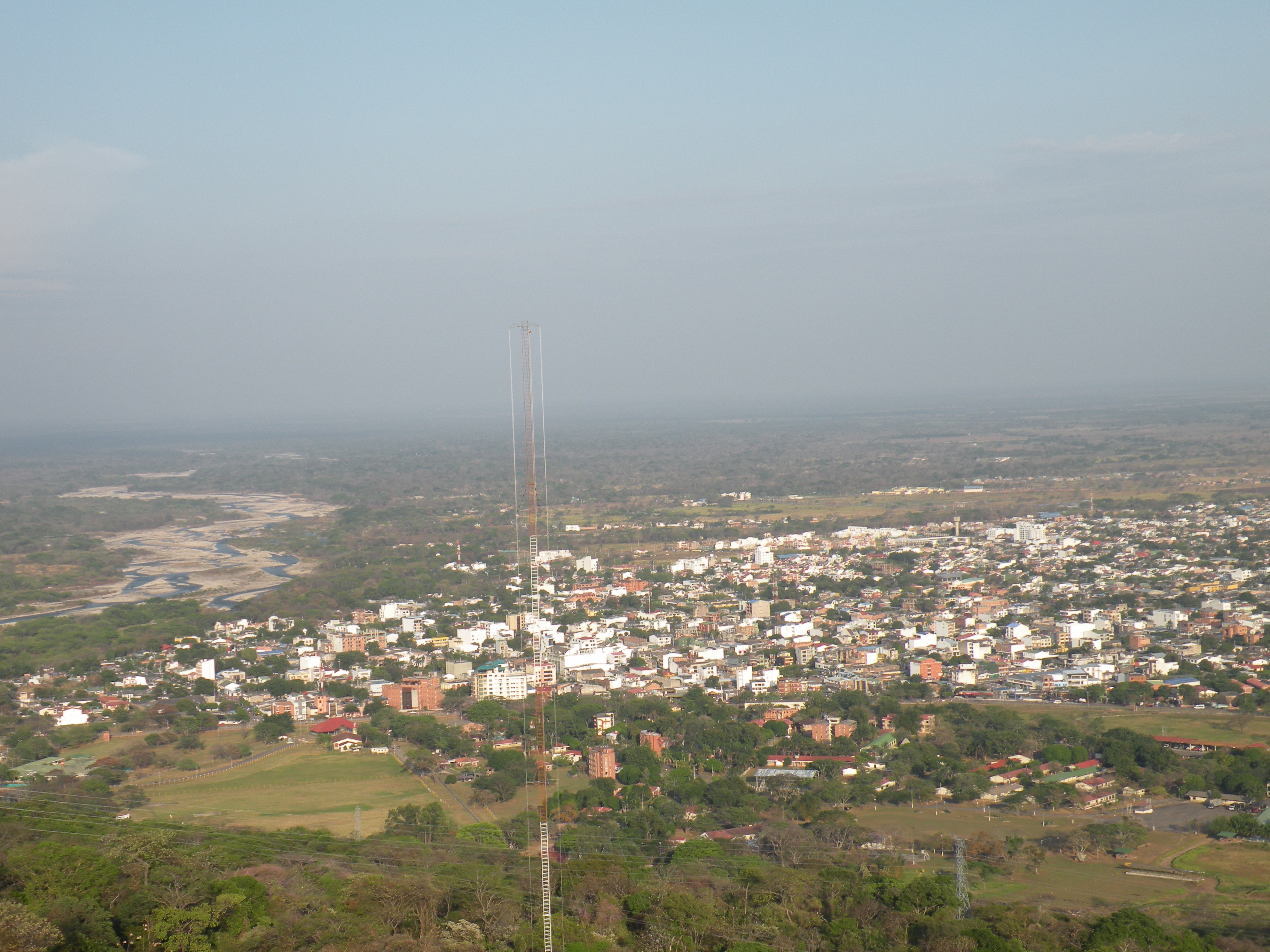
pohled na město
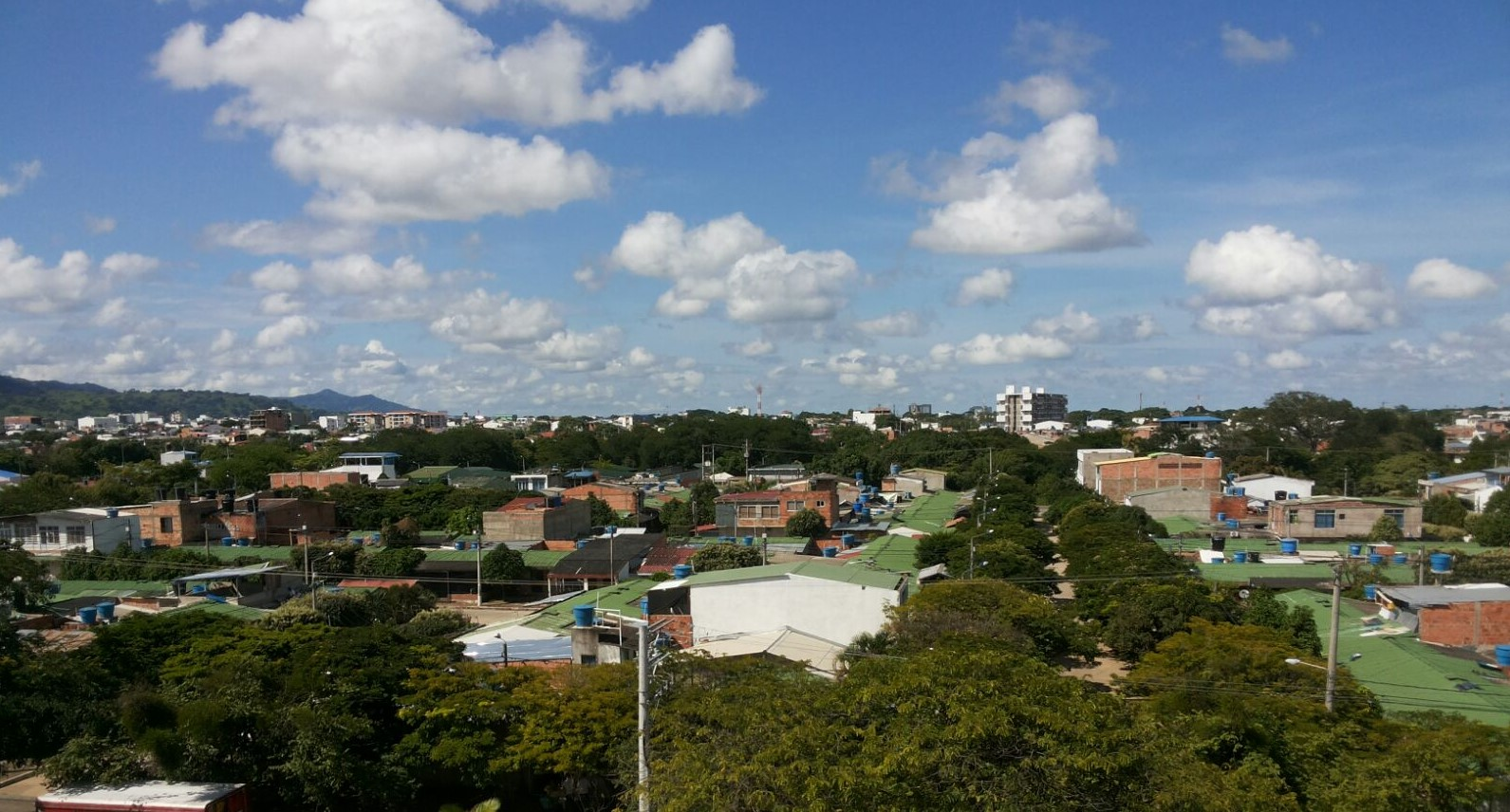
panorama města
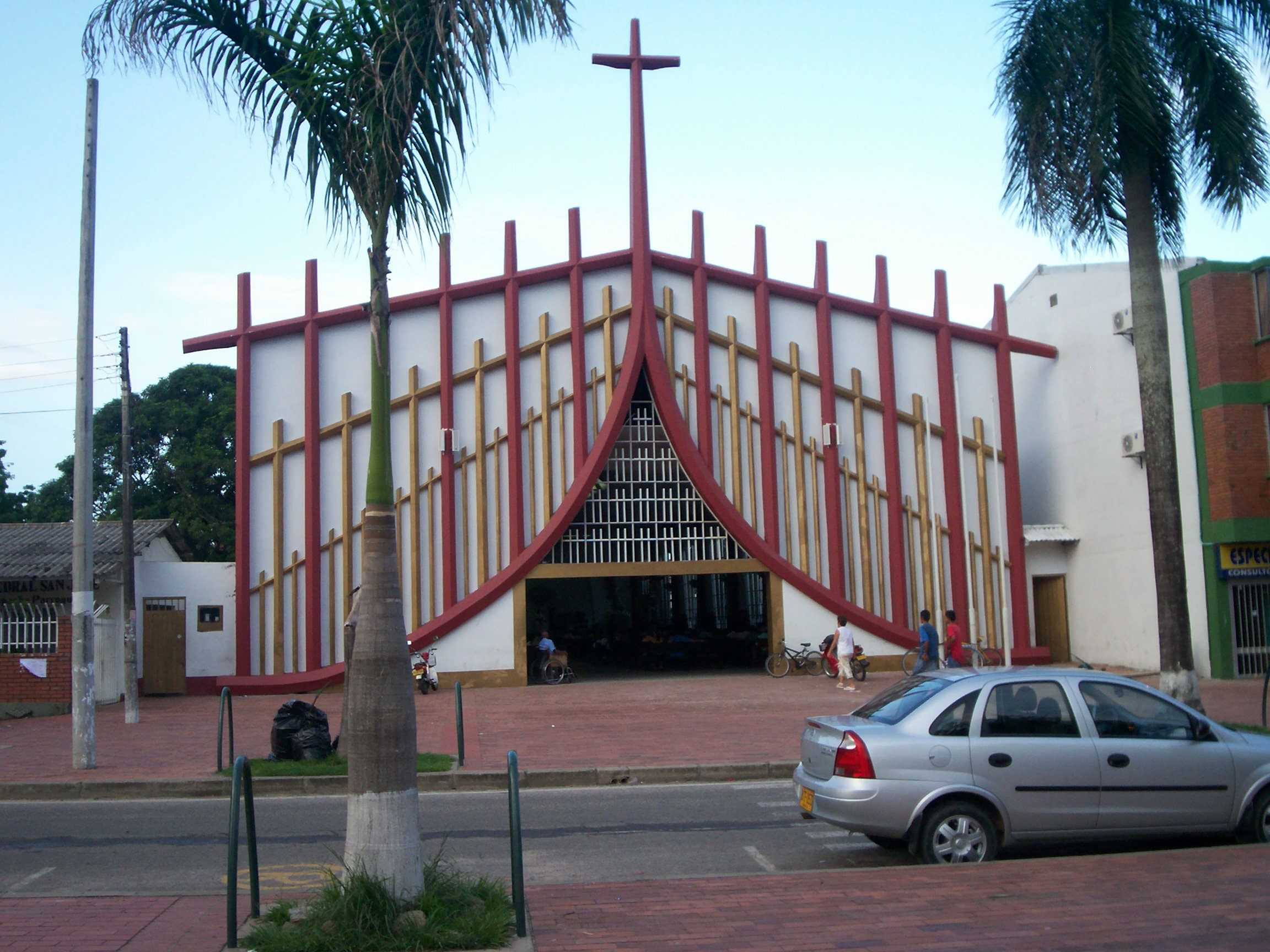
zdejší katedrála